# Juniorvärldsmästerskapen i nordisk skidsport 2021
Junior- och U23-världsmästerskapen i nordisk skidsport 2021 arrangerades den 9 till 14 februari 2021 i Vuokatti och Lahtis i Finland. Tävlingar i backhoppning och nordisk kombination hölls för juniorer under 20 år, medan tävlingar i längdåkning hölls för juniorer respektive U23-åkare. Det var den 44:e upplagan av juniorvärldsmästerskapen i nordisk skidsport och det 16:e mästerskapet med anordnade tävlingar för U23-klassen i längdåkning.
Tävlingarna var planerade att hållas i Zakopane i Polen, men arrangörsorten drog sig ur på grund av svårigheter orsakade av coronaviruspandemin. Tävlingarna i längdåkning förflyttades i stället till Vuokatti och tävlingarna i backhoppning och nordisk kombination till Lahtis. Zakopane står i stället värd för juniorvärldsmästerskapen 2022.

## Tävlingsprogram
Alla tider anges i lokal tid (UTC+2).
| Datum       | Längdåkning | Längdåkning                          | Backhoppning | Backhoppning                     | Nordisk kombination | Nordisk kombination                                |
| Datum       | Tid         | Tävling                              | Tid          | Tävling                          | Tid                 | Tävling                                            |
| ----------- | ----------- | ------------------------------------ | ------------ | -------------------------------- | ------------------- | -------------------------------------------------- |
| 9 februari  | 10:00       | Sprint (K), juniorer, damer          |              |                                  |                     |                                                    |
| 9 februari  | 10:00       | Sprint (K), juniorer, herrar         |              |                                  |                     |                                                    |
| 10 februari | 10:00       | Sprint (K), U23, damer               | 18:00        | Normalbacke, damer               | 13:00 16:00         | Normalbacke + 5 km, damer                          |
| 10 februari | 10:00       | Sprint (K), U23, herrar              | 18:00        | Normalbacke, damer               | 13:00 16:00         | Normalbacke + 5 km, damer                          |
| 11 februari | 12:00       | Sprint (K), U23, damer               | 09:50        | Normalbacke, damer               | 13:00 16:00         | Normalbacke + 10 km, herrar                        |
| 11 februari | 12:00       | Sprint (K), U23, herrar              | 18:00        | Normalbacke, herrar              | 13:00 16:00         | Normalbacke + 10 km, herrar                        |
| 12 februari | 10:00       | 5 km (F), juniorer, damer            | 18:00        | Lagtävling i normalbacke, damer  | 10:30 13:00         | Lagtävling i normalbacke + 4 x 3,75 km, mixade lag |
| 12 februari | 11:20       | 10 km (F), juniorer, herrar          | 18:00        | Lagtävling i normalbacke, damer  | 10:30 13:00         | Lagtävling i normalbacke + 4 x 3,75 km, mixade lag |
| 12 februari | 13:15       | 10 km (F), U23, damer                | 18:00        | Lagtävling i normalbacke, herrar | 10:30 13:00         | Lagtävling i normalbacke + 4 x 3,75 km, mixade lag |
| 12 februari | 14:30       | 15 km (F), U23, herrar               | 18:00        | Lagtävling i normalbacke, herrar | 10:30 13:00         | Lagtävling i normalbacke + 4 x 3,75 km, mixade lag |
| 13 februari | 09:30       | 4 x 3,3 km stafett, juniorer, damer  |              |                                  |                     |                                                    |
| 13 februari | 11:00       | 4 x 5 km stafett, juniorer, herrar   |              |                                  |                     |                                                    |
| 13 februari | 13:00       | 4 x 5 km mixstafett, U23             |              |                                  |                     |                                                    |
| 14 februari | 10:40       | 15 km (K) masstart, juniorer, damer  |              |                                  |                     |                                                    |
| 14 februari | 12:40       | 30 km (K) masstart, juniorer, herrar |              |                                  |                     |                                                    |

## Medaljöversikt och resultat

### Längdåkning
| Tävling                     | Guld                                                                         | Guld      | Silver                                                                          | Silver | Brons                                                                       | Brons |
| --------------------------- | ---------------------------------------------------------------------------- | --------- | ------------------------------------------------------------------------------- | ------ | --------------------------------------------------------------------------- | ----- |
| Juniorer, damer             |                                                                              |           |                                                                                 |        |                                                                             |       |
| Sprint (K)                  | Monika Skinder Polen                                                         | 2.33,34   | Moa Hansson Sverige                                                             | +0,71  | Karolina Kaleta Polen                                                       | +0,73 |
| 5 km (F) individuell start  | Veronika Stepanova Ryssland                                                  | 13.44,3   | Jevgenija Krupitskaja Ryssland                                                  | +16,5  | Margrethe Bergane Norge                                                     | +27,4 |
| 15 km masstart (K)          | Margrethe Bergane Norge                                                      | 45.37,7   | Lisa Eriksson Sverige                                                           | +24,4  | Helen Hoffmann Tyskland                                                     | +25,6 |
| 4 x 3,3 km stafett          | Sverige Märta Rosenberg Lisa Eriksson Lisa Ingesson Moa Hansson              | 37.50,5   | Ryssland Anna Kozjinova Jevgenija Krupitskaja Olga Zjoludeva Veronika Stepanova | +0,3   | Norge Maria Hartz Melling Emma Kirkeberg Mørk Anna Heggen Margrethe Bergane | +26,4 |
| Juniorer, herrar            |                                                                              |           |                                                                                 |        |                                                                             |       |
| Sprint (K)                  | Niilo Moilanen Finland                                                       | 3.08,85   | Lars Agnar Hjelmeset Norge                                                      | +1,68  | Emil Danielsson Sverige                                                     | +2,28 |
| 10 km (F) individuell start | Martin Kirkeberg Mørk Norge                                                  | 24.26,6   | Alexander Ståhlberg Finland                                                     | +14,9  | Olivier Léveillé Kanada                                                     | +27,3 |
| 30 km masstart (K)          | Aleksandr Ivsjin Ryssland                                                    | 1:21.22,2 | Jan-Friedrich Doerks Tyskland                                                   | +2,6   | Alexander Ståhlberg Finland                                                 | +5,6  |
| 4 x 5 km stafett            | Norge Edvard Sandvik Jonas Vika Martin Kirkeberg Mørk Lars Agnar Hjelmeset   | 49.45,3   | Finland Niilo Moilanen Niko Anttola Eemil Helander Alexander Ståhlberg          | +20,0  | Italien Fabio Long Alessandro Chiocchetti Luca Sclisizzo Elia Barp          | +22,6 |
| U23, damer                  |                                                                              |           |                                                                                 |        |                                                                             |       |
| Sprint (K)                  | Lisa Lohmann Tyskland                                                        | 2.38,07   | Christina Matsokina Ryssland                                                    | +0,46  | Louise Lindström Sverige                                                    | +1,67 |
| 10 km (F) individuell start | Izabela Marcisz Polen                                                        | 28.13,6   | Louise Lindström Sverige                                                        | +11,2  | Hedda Østberg Amundsen Norge                                                | +19,6 |
| U23, herrar                 |                                                                              |           |                                                                                 |        |                                                                             |       |
| Sprint (K)                  | Aleksandr Terentiev Ryssland                                                 | 3.01,72   | Aron Åkre Rysstad Norge                                                         | +5,54  | Sergej Ardasjev Ryssland                                                    | +7,70 |
| 15 km (F) individuell start | Hugo Lapalus Frankrike                                                       | 35.27,6   | Friedrich Moch Tyskland                                                         | +13,8  | Iver Tildheim Andersen Norge                                                | +18,7 |
| U23, mixad lagtävling       |                                                                              |           |                                                                                 |        |                                                                             |       |
| 4 x 5 km mixstafett         | Norge Synne Arnesen Jon Rolf Skamo Hope Håvard Moseby Hedda Østberg Amundsen | 52.52,9   | Ryssland Anastasija Falejeva Sergej Ardasjev Aleksandr Terentiev Anna Gruchvina | +3,9   | Sverige Hanna Abrahamsson Fredrik Andersson Johan Herbert Louise Lindström  | +7,7  |

### Backhoppning
| Tävling                   | Guld                                                                    | Guld  | Silver                                                                          | Silver | Brons                                                                  | Brons |
| ------------------------- | ----------------------------------------------------------------------- | ----- | ------------------------------------------------------------------------------- | ------ | ---------------------------------------------------------------------- | ----- |
| Damer                     |                                                                         |       |                                                                                 |        |                                                                        |       |
| Normal backe              | Thea Minyan Bjørseth Norge                                              | 239,0 | Joséphine Pagnier Frankrike                                                     | 218,5  | Jerneja Brecl Slovenien                                                | 213,0 |
| Lagtävling i normal backe | Österrike Hannah Wiegele Vanessa Moharitsch Julia Mühlbacher Lisa Eder  | 883,6 | Ryssland Anna Sjpynjova Aleksandra Barantseva Anastasija Subbotina Irma Machina | 828,7  | Slovenien Nika Prevc Nika Vetrih Jerneja Repinc Zupančič Jerneja Brecl | 818,0 |
| Herrar                    |                                                                         |       |                                                                                 |        |                                                                        |       |
| Normal backe              | Niklas Bachlinger Österrike                                             | 263,9 | David Haagen Österrike                                                          | 263,3  | Dominik Peter Schweiz                                                  | 261,5 |
| Lagtävling i normal backe | Österrike David Haagen Daniel Tschofenig Elias Medwed Niklas Bachlinger | 986,2 | Slovenien Žak Mogel Jan Bombek Rok Masle Jernej Presečnik                       | 914,7  | Ryssland Ilja Mankov Maksim Kolobov Danil Sadrejev Michail Purtov      | 903,1 |

### Nordisk kombination
| Tävling                    | Guld                                                                            | Guld    | Silver                                                                     | Silver  | Brons                                                                 | Brons   |
| -------------------------- | ------------------------------------------------------------------------------- | ------- | -------------------------------------------------------------------------- | ------- | --------------------------------------------------------------------- | ------- |
| Damer                      |                                                                                 |         |                                                                            |         |                                                                       |         |
| Normal backe + 5 km        | Gyda Westvold Hansen Norge                                                      | 15.24,8 | Marte Leinan Lund Norge                                                    | +1.05,7 | Lisa Hirner Österrike                                                 | +1.09,0 |
| Herrar                     |                                                                                 |         |                                                                            |         |                                                                       |         |
| Normal backe + 10 km       | Johannes Lamparter Österrike                                                    | 26.24,3 | Matteo Baud Frankrike                                                      | +49,4   | Stefan Rettenegger Österrike                                          | +55,9   |
| Mixad lagtävling           |                                                                                 |         |                                                                            |         |                                                                       |         |
| Normal backe + 4 x 3,75 km | Norge Eidar Johan Strøm Marte Leinan Lund Gyda Westvold Hansen Andreas Skoglund | 41.29,1 | Österrike Manuel Einkemmer Lisa Hirner Sigrun Kleinrath Stefan Rettenegger | +4,0    | Italien Iacopo Bortolas Annika Sieff Daniela Dejori Domenico Mariotti | +52,0   |

## Medaljliga
| Pl.                   | Nation                | Guld | Silver | Brons | Totalt |
| --------------------- | --------------------- | ---- | ------ | ----- | ------ |
| 1                     | Norge                 | 7    | 3      | 4     | 14     |
| 2                     | Österrike             | 4    | 2      | 2     | 8      |
| 3                     | Ryssland              | 3    | 5      | 2     | 10     |
| 4                     | Polen                 | 2    | 0      | 1     | 3      |
| 5                     | Sverige               | 1    | 3      | 3     | 7      |
| 6                     | Finland               | 1    | 2      | 1     | 4      |
| 6                     | Tyskland              | 1    | 2      | 1     | 4      |
| 8                     | Frankrike             | 1    | 2      | 0     | 3      |
| 9                     | Slovenien             | 0    | 1      | 2     | 3      |
| 10                    | Italien               | 0    | 0      | 2     | 2      |
| 11                    | Kanada                | 0    | 0      | 1     | 1      |
| 11                    | Schweiz               | 0    | 0      | 1     | 1      |
| Totalt antal medaljer | Totalt antal medaljer | 20   | 20     | 20    | 60     |

| Pl.                   | Nation                | 1  | 2  | 3  | Totalt |
| --------------------- | --------------------- | -- | -- | -- | ------ |
| 1                     | Norge                 | 4  | 2  | 4  | 10     |
| 2                     | Ryssland              | 3  | 4  | 1  | 8      |
| 3                     | Polen                 | 2  | 0  | 1  | 3      |
| 4                     | Sverige               | 1  | 3  | 3  | 7      |
| 5                     | Finland               | 1  | 2  | 1  | 4      |
| 5                     | Tyskland              | 1  | 2  | 1  | 4      |
| 7                     | Frankrike             | 1  | 0  | 0  | 1      |
| 8                     | Italien               | 0  | 0  | 1  | 1      |
| 8                     | Kanada                | 0  | 0  | 1  | 1      |
| Totalt antal medaljer | Totalt antal medaljer | 13 | 13 | 13 | 39     |

| Pl.                   | Nation                | 1 | 2 | 3 | Totalt |
| --------------------- | --------------------- | - | - | - | ------ |
| 1                     | Österrike             | 3 | 1 | 0 | 4      |
| 2                     | Norge                 | 1 | 0 | 0 | 1      |
| 3                     | Slovenien             | 0 | 1 | 2 | 3      |
| 4                     | Ryssland              | 0 | 1 | 1 | 2      |
| 5                     | Frankrike             | 0 | 1 | 0 | 1      |
| 6                     | Schweiz               | 0 | 0 | 1 | 1      |
| Totalt antal medaljer | Totalt antal medaljer | 4 | 4 | 4 | 12     |

| Pl.                   | Nation                | 1 | 2 | 3 | Totalt |
| --------------------- | --------------------- | - | - | - | ------ |
| 1                     | Norge                 | 2 | 1 | 0 | 3      |
| 2                     | Österrike             | 1 | 1 | 2 | 4      |
| 3                     | Frankrike             | 0 | 1 | 0 | 1      |
| 4                     | Italien               | 0 | 0 | 1 | 1      |
| Totalt antal medaljer | Totalt antal medaljer | 3 | 3 | 3 | 9      |